# جناح ۳۳۴ شکاری
جناح ۳۳۴ شکاری (به آلمانی: Jagdgeschwader 334 - JG 334) یکی از جناح‌های شکاری لوفت‌وافه پیش از جنگ جهانی دوم بود که در سال ۱۹۳۷ ایجاد شد و مسئولیت حفاظت از حریم هوایی بخش میانی مرزهای غربی آلمان را داشت.

## تشکیل
جناح ۳۳۴ شکاری، متشکل از یک ستاد و دو گروه هوایی، روز ۱۵ مارس سال ۱۹۳۷ در ناحیه راین-ماین در غرب آلمان تشکیل شد. طبق روش مرسوم لوفت‌وافه در این زمان، با هسته نیروهایی از دو گروه ۱ و ۲ جناح ۱۳۴ شکاری و گروه ۲ با هسته نیروهای گروه ۱ جناح ۱۳۲ شکاری پدید آمد. هر دوی این گروه‌ها در ابتدا تنها دو اسکادران داشتند. اسکادران سوم آن‌ها نیز تا روز ۱ ژوئیه همان سال ایجاد شد.
از روز ۱ ژوئیه تشکیل گروه هوایی سوم برای جناح آغاز شد. این گروه در ابتدا فقط یک اسکادران داشت. تشکیل ستاد و دو اسکادران دیگر برای آن تا روز ۱ اوت به طول انجامید.

## پایگاه
جناح ۳۳۴ شکاری نخست تماماً در مانهایم-زاندهوفن مستقر شد. پس تکمیل یک پایگاه هوایی جدید در ویسبادن-اربنهایم ستاد و گروه ۱ جناح ۳۴۴ شکاری ماه ژوئیه سال ۱۹۳۷ به آن در فاصله حدود ۶۰ کیلومتری از پایگاه اولیه، منتقل شد.
برنامه احداث پایگاه‌های جدید برای لوفت‌وافه کندتر از گسترش یگان‌های آن پیش می‌رفت و در این زمان کار ساخت پایگاخ ماینتس-فینتن که برای گروه ۳ در نظر گرفته شده بود هنوز تمام نشده بود؛ در نتیجه گروه ۳ پس از تشکیل موقتاً کنار گروه ۲ در پایگاه مانهایم-زاندهوفن مستقر شد.

## تجهیزات

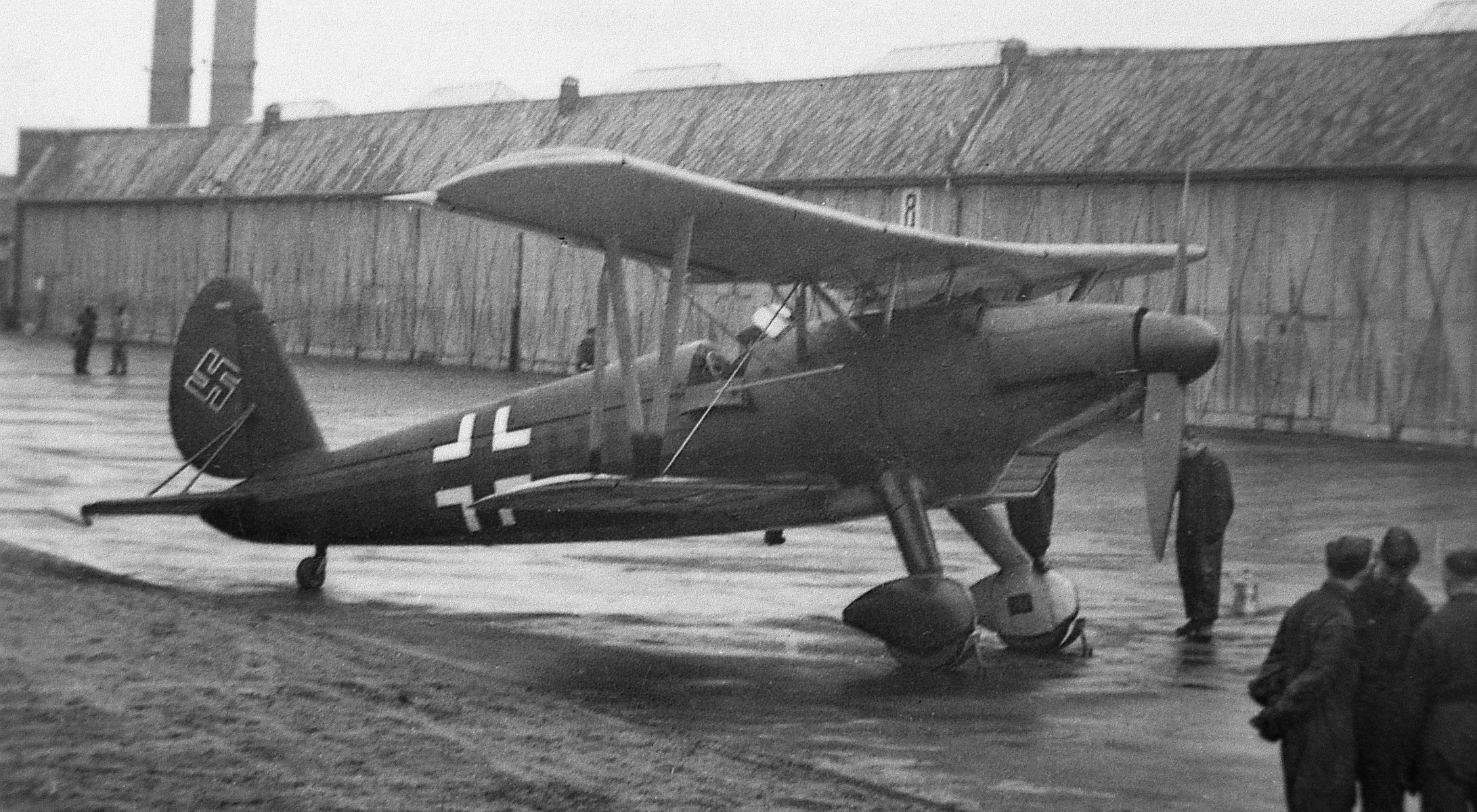
آرادو آر ۶۸ایی

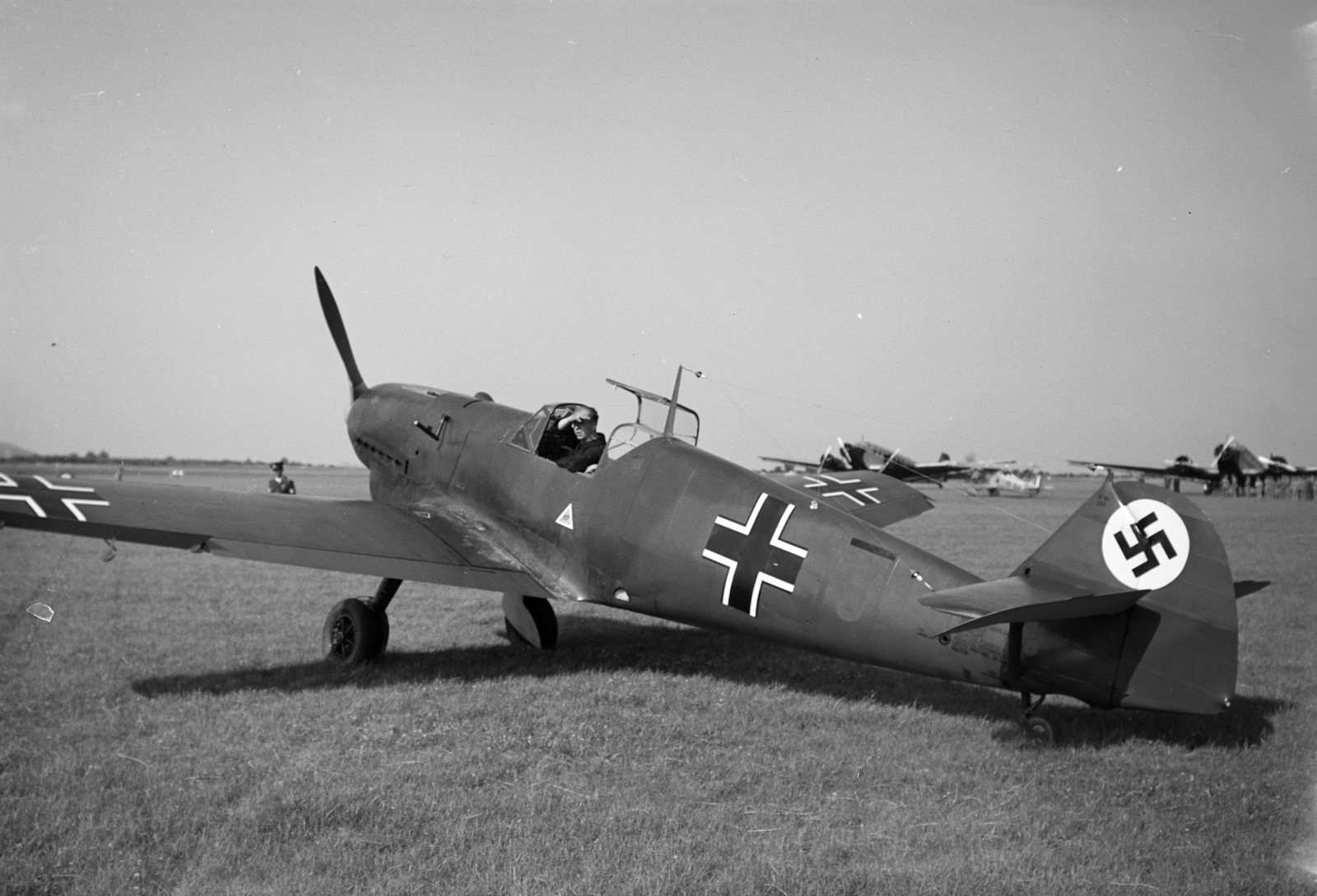
مسرشمیت ب‌اف ۱۰۹ب

یگان‌های جناح ۳۳۴ شکاری در ابتدا مجهز به هواگردهای دوباله آرادو آر ۶۸ایی بودند. از اوایل سال ۱۹۳۸ هواگردهای قدیمی آر ۶۸ایی جناح با هواگرد نوین تک‌باله مسرشمیت ب‌اف ۱۰۹ب جایگزین شدند. از هفته‌های نخست ماه آوریل سال ۱۹۳۸ هواگردهای مدل جدید ب‌اف ۱۰۹ده تحویل جناح شدند. اسکادران نخست گروه ۳ با هواگردهای آر ۶۸ایی ایجاد شد؛ به هر حال تا پایان ماه اوت سال ۱۹۳۸ تمام گروه با هواگردهای ب‌اف ۱۰۹ده تجهیز شد.

## فرماندهان
سرهنگ برونو لورتسر، تک‌خال جنگ جهانی اول و یکی از دوستان نزدیک فیلدمارشال هرمان گورینگ، نخستین فرماندهٔ این جناح بود. سرهنگ دوم ورنر یونک روز ۱ آوریل سال ۱۹۳۸ جانشین سرهنگ لورتسر در فرماندهی جناح ۳۳۴ شکاری شد.
در آغاز گروه ۱ توسط سروان هوبرت مرهارت و گروه ۲ توسط سرگرد هانس-دتلف هرهوت فون رودن فرماندهی می‌شد. با تشکیل گروه ۳ فرماندهی آن بر عهده سروان والتر اشمیت-کوسته قرار گرفت که پیش از این فرمانده اسکادران ۴ جناح بود.

## مأموریت
جناح ۳۳۴ شکاری از پایگاه‌های خود مسئول دفاع از آسمان بخش مرکزی مرز آلمان و فرانسه بود. هواگردهای جناح پاییز سال ۱۹۳۷ در رزمایش بزرگ شمال آلمان شرکت کردند. از جمله موارد تمرین‌شده پرواز بر فراز دریای شمال و آماده‌سازی برای جنگ متحرک بود.
هواگردهای ب‌اف ۱۰۹ب جناح اوایل ماه مارس سال ۱۹۳۸، چند روز پس از آنشلوس، از راه بات آیبلینگ در بایرن به وینر نویشتات رفتند تا پروازهای نمایشی اجرا کنند. پس از مدتی به ناحیه راین و مأموریت اصلی حفاظتی خود بازگشتند.
در جریان بهران زودتنلانت در اواخر ماه سپتامبر سال ۱۹۳۸، سه گروه جناح ۳۳۴ شکاری همچنان در پایگاه‌های خود در ویسبادن و مانهایم بودند و وظیفه دفاع از حریم هوایی کشور را داشتند. در این زمان تنش‌های بین‌المللی بالا گرفته بود و ممکن بود فرانسه از مرزهای غربی دست به افدام نظامی علیه آلمان بزند.
جناح ۳۳۴ شکاری، همان بیشتر یگان‌های عملیاتی لوفت‌وافه، تعدادی از خلبانان خود را راهی جنگ داخلی اسپانیا کرد تا در قالب لژیون کوندور در این رزمگاه شرکت کنند. حضور ۲۴ تن از خلبانان این جناح در اسپانیا آورده شده و مجموع ۶۴ پیروزی هوایی تأیید شده یا تأیید نشده برای آن‌ها در این کارزار ثبت شده است. موفق‌ترین آن‌ها ستوان یکم ورنر مولدرس با ۱۴ پیروزی و سروان هارو هاردر با ۱۱ پیروزی بودند.

## بازسازماندهی
شرایط پدید آمده پیرامون مسائل اتریش و زودتنلانت بازسازماندهی در ساختار فرماندهی لوفت‌وافه را از ماه آوریل سال ۱۹۳۸ آغاز شده بود مقداری به تأخیر انداخت. به هر شکل این بازسازماندهی انجام گرفت و در قالب آن روز ۱ نوامبر سال ۱۹۳۸ شماره تمامی یگان‌های شکاری تغییر کرد. برای جناح ۳۳۴ تغییرات مقداری بیشتر بود. در این قالب گروه ۳ کاملاً از آن جدا شد و در گابلینگن به جناح ۱۴۴ شکاری سنگین پیوست و گروه ۱ آن شد. ستاد فرماندهی سرهنگ دوم یونک منحل شد و سپس ستاد جناح ۱۳۳ شکاری تشکیل گردید. دو گروه ۱ و ۲ جناح پیشین ۳۳۴ شکاری به گروه‌های ۱ و ۲ این جناح جدید بدل شدند.